# Сонеты (Мицкевич)
«Сонеты» — сборник стихов польского поэта Адама Мицкевича, опубликованный в Москве в 1826 году. Имел бурный отклик в польской и русской периодике, стал причиной спора между сторонниками классики и романтизма.

## Содержание
Сборник включает 40 стихотворений, 18 из которых составляют особый цикл, «Крымские сонеты». Все эти стихи были написаны Мицкевичем в период ссылки в России — в Одессе, в Крыму, в Москве.

## Восприятие
«Сонеты» были встречены с огромным интересом и в польской, и в русской печати. Отдельную статью посвятил этой книге Пётр Вяземский, выразивший сожаление в связи с тем, что в России не ценят польскую литературу: по его словам, в Москве, где вышла книга, «не более 10 человек в состоянии узнать цену» этому «изящному произведению чужеземной поэзии, произведению одного из первоклассных поэтов Польши».